# Teoria de repulsió de parells electrònics de la capa de valència
La teoria de repulsió de parells d'electrons de la capa de valència, teoria RPECV simplificada, o teoria VSEPR per les seves sigles en anglès (Valence Shell Electron Pair Repulsion theory) és una teoria de la química que hom empra per predir la geometria molecular a partir de les repulsions electroestàtiques entre els parells d'electrons que formen els enllaços covalents o que ocupen un orbital no enllaçant.

## Història
La primera idea respecte de la relació entre la geometria molecular i els parells d'electrons de valència, tant els que formen enllaç com els que no, es deu a Nevil Vincent Sidgwick i Herbert Powell de la Universitat d'Oxford, que la presentaren el 1940 a les conferències Bakerian. La novetat de la seva idea fou que descobriren la importància dels parells d'electrons que no formen enllaços en la geometria molecular, ja que produeixen repulsions amb els parells d'electrons que formen enllaços i, també amb altres parells electrons que no formen enllaços. Posteriorment, el 1957 Ronald James Gillespie i Ronald Sydney Nyholm del University College London, ampliaren la proposta inicial i construïren una teoria, no quantitativa, que permetia assignar, d'una forma força simple, la geometria correcte d'una molècula.

## Teoria
| Steric No. | Geometria bàsica 0 parells no enllaçants | 1 parell no enllaçant | 2 parells no enllaçants | 3 parells no enllaçants |
| ---------- | ---------------------------------------- | --------------------- | ----------------------- | ----------------------- |
| 2          | Lineal                                   |                       |                         |                         |
| 3          | Triangular                               | Angular               |                         |                         |
| 4          | Tetraèdrica                              | Piràmide triangular   | Angular                 |                         |
| 5          | Bipiràmide triangular                    | En forma de balancí   | En forma de T           | Lineal                  |
| 6          | Octaèdrica                               | Piràmide quadrangular | Quadrada                |                         |
| 7          | Bipiràmide pentagonal                    | Piràmide pentagonal   |                         |                         |
| 8          | Antiprisma quadrat                       |                       |                         |                         |

| Tipus de Molècula | Forma::413–414          | Disposició electrònica::413–414 (incloent parelles solitàries, mostrades en groc pàl·lid) | Geometria:413–414 (excloent les parelles solitàries) | Exemples                                      |
| ----------------- | ----------------------- | ----------------------------------------------------------------------------------------- | ---------------------------------------------------- | --------------------------------------------- |
| AX₂E0             | Lineal                  |                                                                                           |                                                      | BeCl₂, CO₂                                    |
| AX₂E1             | Angular                 |                                                                                           |                                                      | NO− 2, SO₂,:413–414 O₃, CCl₂                  |
| AX₂E₂             | Angular                 |                                                                                           |                                                      | H₂O,:413–414 OF₂:448                          |
| AX₂E₃             | Lineal                  |                                                                                           |                                                      | XeF₂,:413–414 I− 3,:483 XeCl₂                 |
| AX₃E0             | Trigonal plana          |                                                                                           |                                                      | BF₃,:413–414 CO2− 3,:368 CH 2O, NO− 3, SO₃    |
| AX₃E1             | Piramidal trigonal      |                                                                                           |                                                      | NH₃,:413–414 PCl₃:407                         |
| AX₃E₂             | Forma de T              |                                                                                           |                                                      | ClF₃,:413–414 BrF₃:481                        |
| AX4E0             | Tetraèdrica             |                                                                                           |                                                      | CH4,:413–414 PO3− 4, SO2− 4, ClO− 4, XeO4:499 |
| AX4E1             | De balancí o Disfenoide |                                                                                           |                                                      | SF4:413–414:45                                |
| AX4E₂             | Quadrada plana          |                                                                                           |                                                      | XeF4:413–414                                  |
| AX5E0             | Bipiramidal trigonal    |                                                                                           |                                                      | PCl5:413–414                                  |
| AX5E1             | Piramidal quadrada      |                                                                                           |                                                      | ClF5,:481 BrF5,:413–414 XeOF4                 |
| AX5E₂             | Plana pentagonal        |                                                                                           |                                                      | XeF− 5:498                                    |
| AX6E0             | Octaèdrica              |                                                                                           |                                                      | SF6:413–414                                   |
| AX6E1             | Piramidal pentagonal    |                                                                                           |                                                      | XeOF− 5, IOF2− 5                              |
| AX7E0             | Piramidal pentagonal    |                                                                                           |                                                      | IF7                                           |
| AX8E0             | Antiprismàtica quadrada |                                                                                           |                                                      | IF− 8, XeF82- , (NO)₂XeF8                     |

La teoria RPECV es fonamenta en les següents regles:
1. Els parells d'electrons tendeixen a fer mínimes les repulsions. Les geometries bàsiques són:
  1. Nombre de coordinació dos és lineal.
  2. Nombre de coordinació tres és triangular.
  3. Nombre de coordinació quatre és tetraèdrica.
  4. Nombre de coordinació cinc és bipiramidal triangular.
  5. Nombre de coordinació sis és octaèdrica.
2. La importància de les repulsions segueix el següent ordre: Parella no enllaçant-Parella no enllaçant > Parella no enllaçant-Parella enllaçant > Parella enllaçant-Parella enllaçant.
  1. Si hi ha presents parells d'electrons no enllaçants, els angles d'enllaç són menors que els que prediu la regla 1.
  2. Els parells no enllaçants se situen en la posició més ample, per exemple, la posició equatorial en el cas que la geometria sigui de bipiràmide trigonal.
3. Els enllaços dobles ocupen més espai que els simples.
4. Els parells que enllacen amb àtoms electronegatius ocupen menys espai que els dels substituents més electropositius.
5. Si l'àtom central pertany al 3r període o els que estan per sota d'ell a la taula periòdica, existeixen dues possibilitats:
  1. Si els substituents són àtoms d'oxigen o halògens, s'apliquen les regles anteriors.
  2. Si els substituents són menys electronegatius que els halògens, la parella no enllaçant ocupa un orbital no enllaçant s, i l'enllaç es produirà mitjançant els orbitals p amb angles d'enllaç propers a 90°.[9]

En tots els casos la geometria dels parells d'electrons enllaçants i no enllaçants és la bàsica (regla 1). Quant a la geometria de la molècula cal considerar només els àtoms. Com a exemples hi ha la molècula d'amoníac, NH₃, amb un parell no enllaçant que té geometria de piràmide triangular; la molècula d'aigua, H₂O, amb dos parells no enllaçants i amb geometria angular; o el pentaclorur de fòsfor, PCl₅, amb cap parella no enllaçant i amb geometria de bipiràmide triangular.

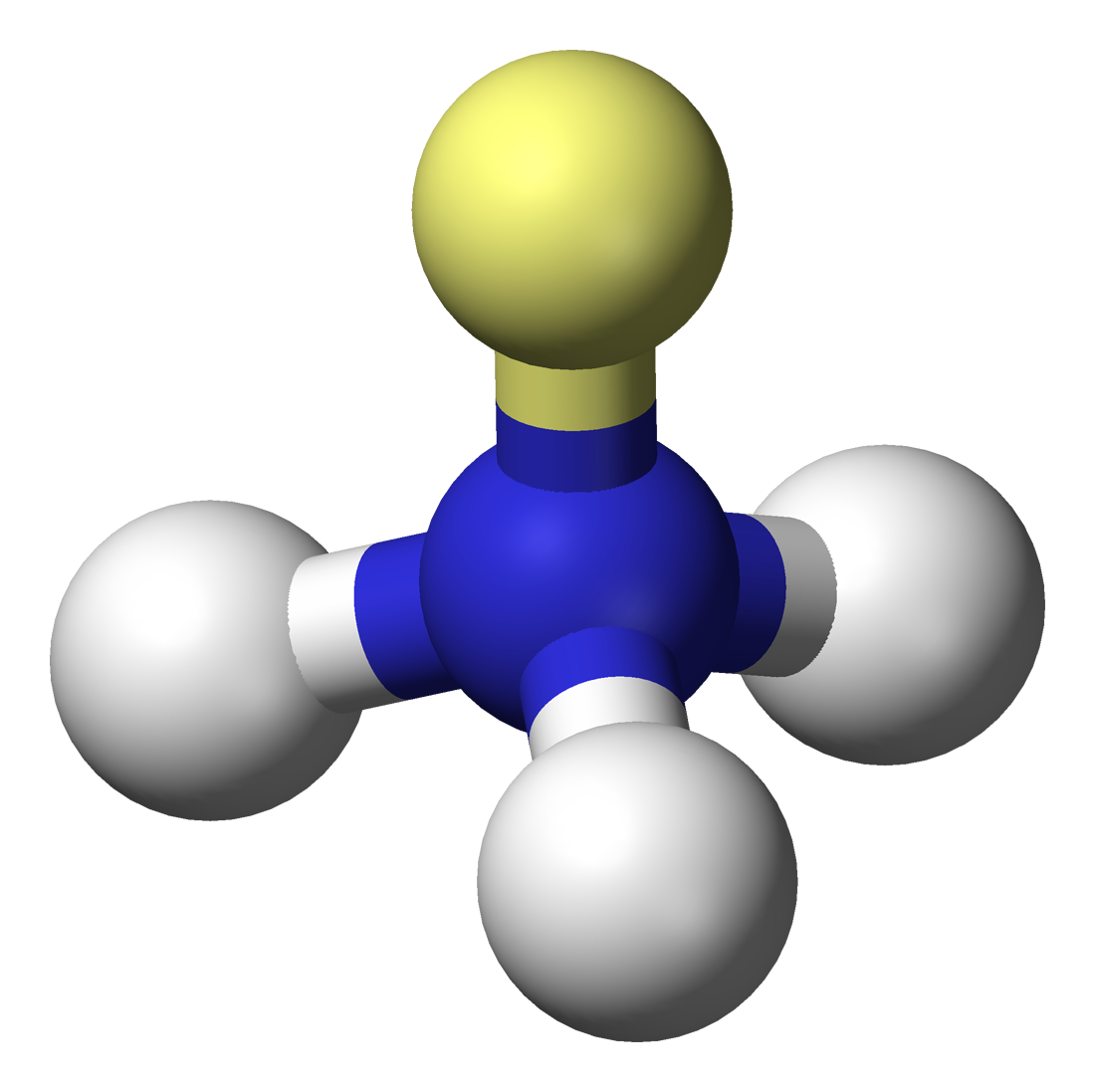
NH₃
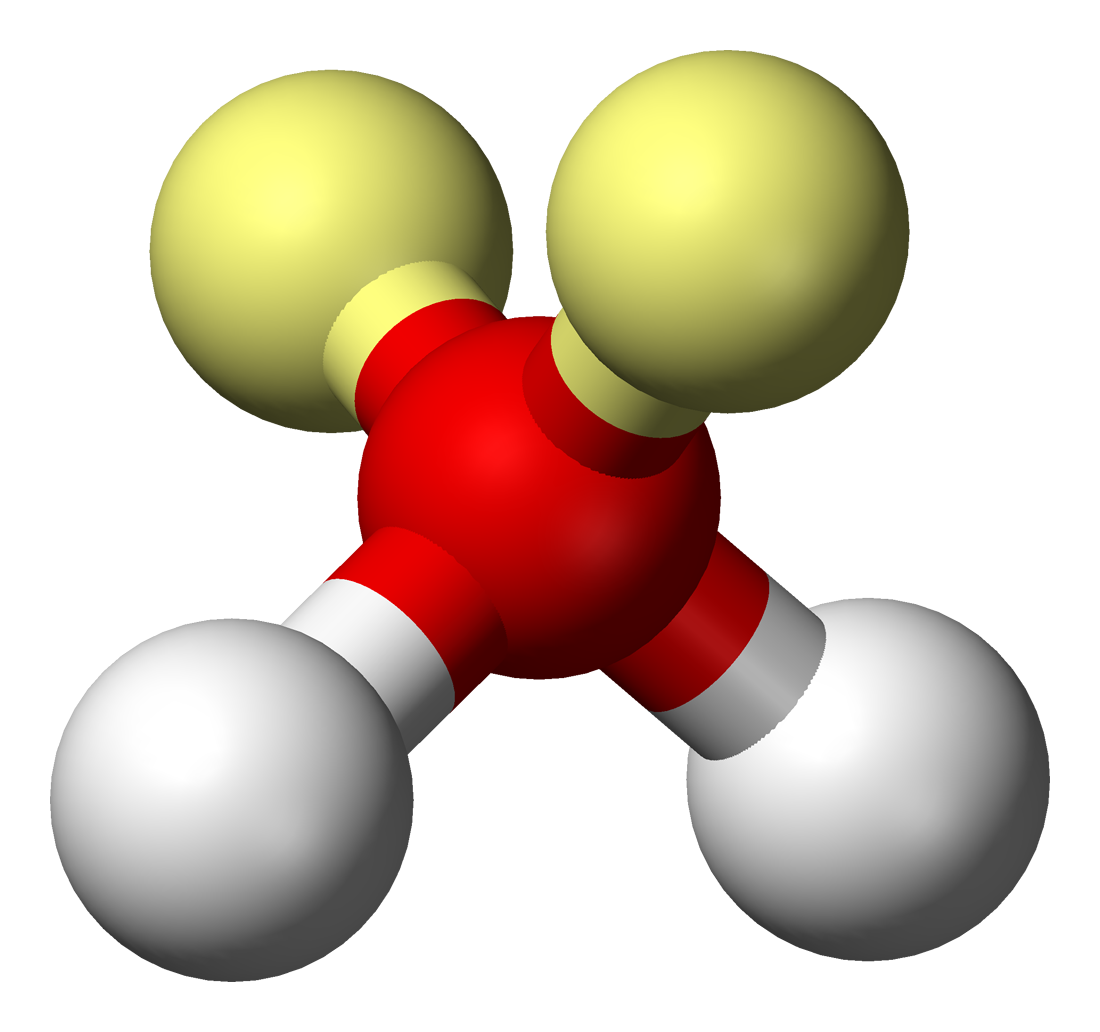
H₂O
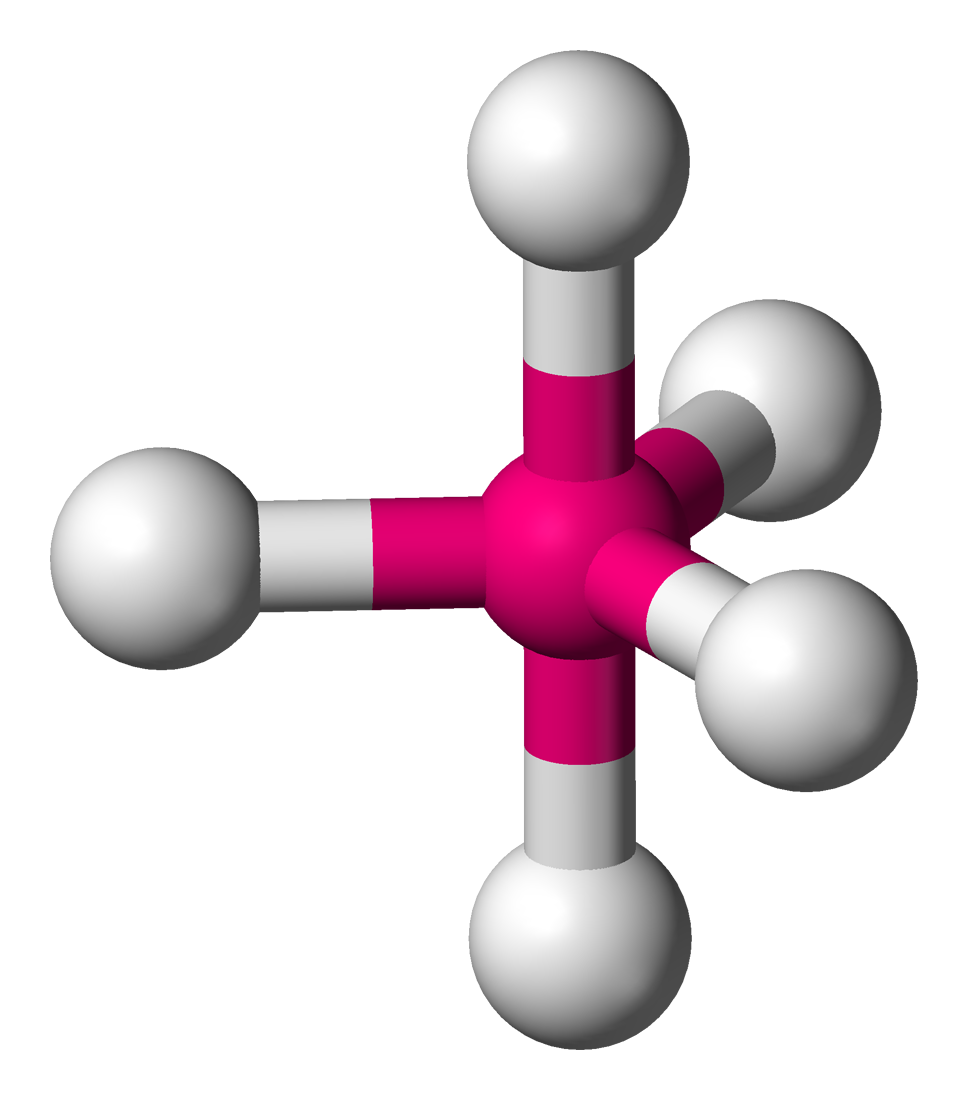
PCl₅

## El mètode AXE

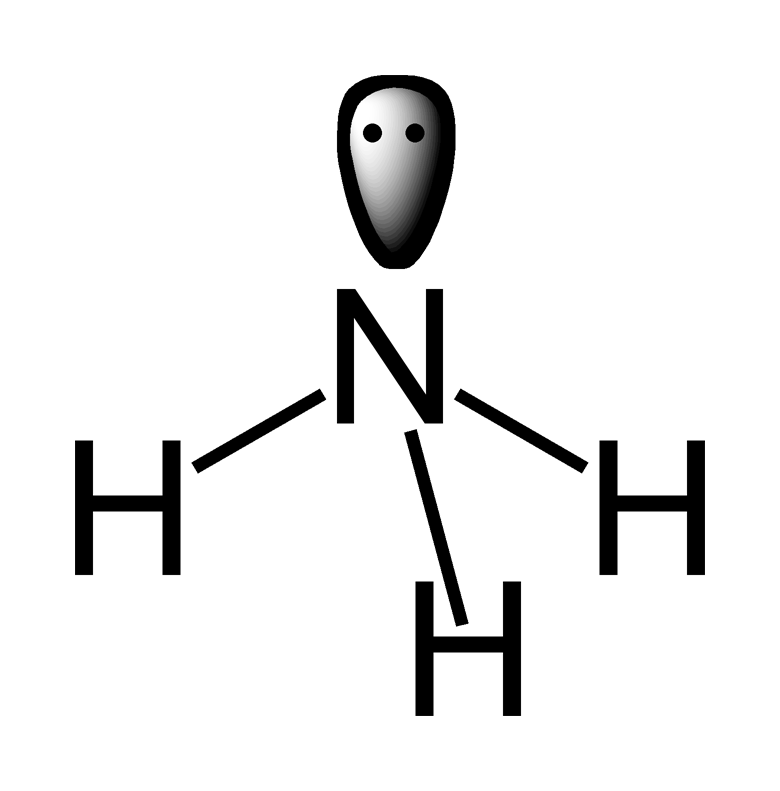
Geometria de l'amoníac, NH₃, una molècula AX₃E

El mètode de AXE és el sistema de recompte d'electrons que s'utilitza en la teoria RPECV. Es tracta d'assignar subíndexs a la fórmula general AXxEe. La A representa l'àtom central i sempre té subíndex 1, perquè a la molècula només hi ha un àtom central. La x representa el nombre d'enllaços sigma entre els àtoms substituents exteriors, X, i l'àtom central. Els enllaços covalents múltiples (dobles o triples) no es tenen en compte. La e representa el nombre de parells d'electrons no enllaçants, E, al voltant de l'àtom central, A. La suma x + e, conegut com el nombre estèric, s'associa amb el nombre total d'orbitals híbrids utilitzats per la teoria d'enllaç de valència. D'acord amb el nombre estèric i a la distribució de X i de E, es poden fer les prediccions de la geometria de la molècula. Així la molècula d'amoníac, NH₃, té un àtom central, el N; tres enllaços sigma, un en cada hidrogen, H, per tant x=3; i també té una parella d'electrons no enllaçants (a partir de la teoria de l'octet de Lewis), o sigui e=1. Hom pot escriure doncs que la molècula NH₃ ve representada per AX₃E i, segons la taula té una geometria de piràmide triangular.